# Atimia nadezhdae
Atimia nadezhdae är en skalbaggsart som först beskrevs av Cherepanov 1973.  Atimia nadezhdae ingår i släktet Atimia och familjen långhorningar. Inga underarter finns listade.